# The Death of General Wolfe

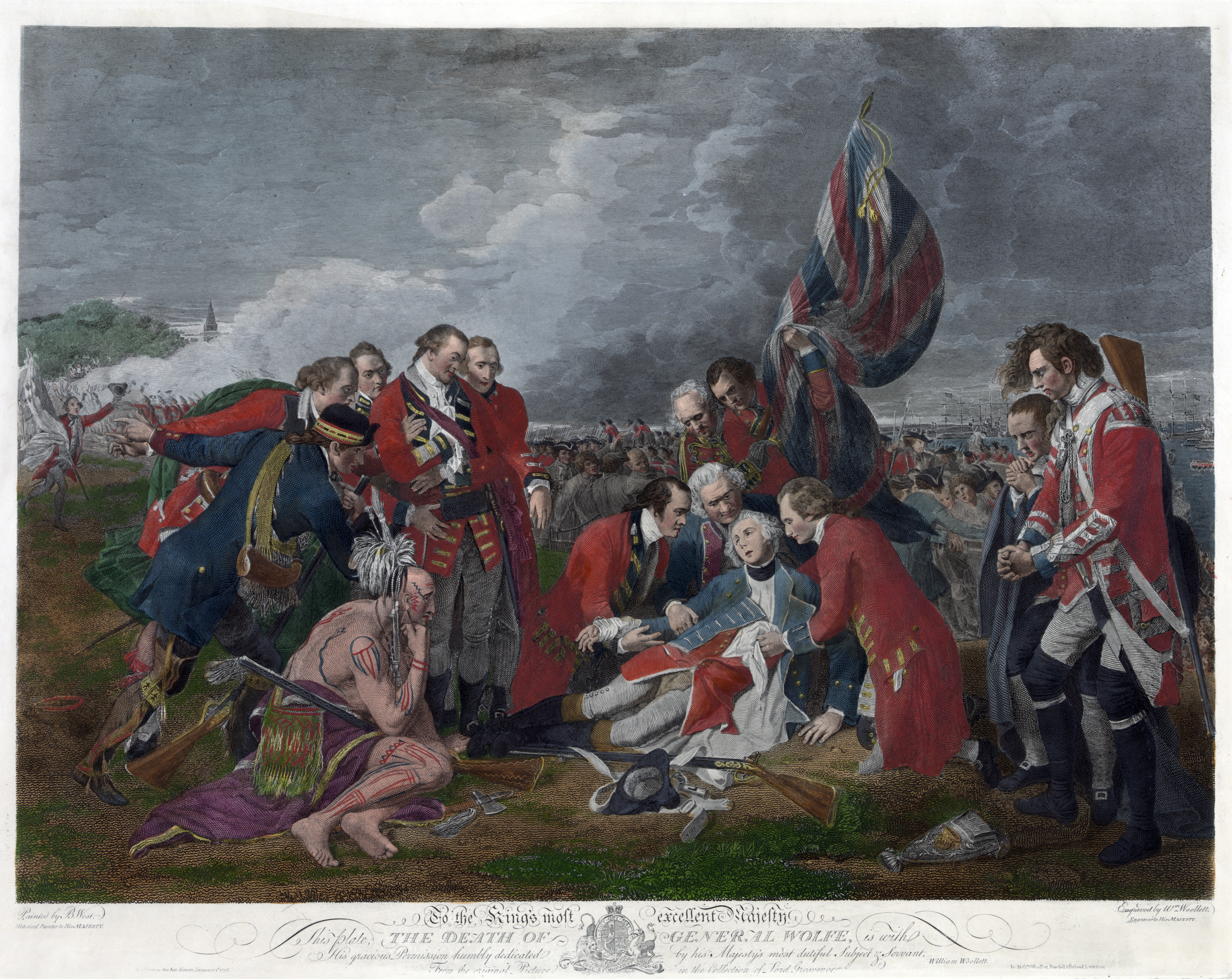
William Woolletts gravyr av Benjamin Wests målning, 1770-talet

The Death of General Wolfe är en historiemålning från 1770 av Benjamin West. Den ger en bild från Slaget vid Quebec den 13 september 1759 under Fransk-indianska kriget, en del av Sjuårskriget mellan England och Frankrike, om dominans i Nordamerika. Slaget vanns av engelska styrkor och blev avgörande för kriget, men den engelske befälhavaren James Wolfe blev skjuten till döds på slagfältet (liksom den franske befälhavaren Louis-Joseph de Montcalm).
Vid denna tid avbildades episoder av detta slag med figurerna i en klassisk miljö, men Benjamin West, som skapade målningen vid 32 års ålder, valde att visa figurerna med moderna kläder på ett någorlunda realistiskt avbildat slagfält.
Målningen föreställer en döende James Wolfe, 32 år gammal, omgiven av en grupp på 13 nära medarbetare och andra personer, inklusive personer som i verkligheten inte närvarade vid dödsögonblicket. Målningen är över huvud taget inte historiskt korrekt, utan har till syfte att föreviga händelsen heroiskt och symboliskt.

## Motiv
General Wolfe är avbildad blek och döende i en pose som liknar Kristus nedtagen från korset i Jungfru Marias armar efter mönster av genren lamentationsmålningar över Kristus, såsom till exempel vissa målningar av Albrecht Dürer, Giotto di Bondone, Sandro Botticelli eller Anthonis van Dyck.
Himlen är mörk och molnen låga och dystra den avbildade dagen, strax efter klockan 10 på kvällen, då slaget är så gott som över. Flyende fransmän syns i fonden. Vid Wolfes sida finns förutom brittiska soldater också en tatuerad indian, kanske en mohawk, och hans gevär och tomahawk. Han är målningens mest framträdande figur vid sidan av James Wolfe. Över axeln har han en rikt dekorerad väska som var i Benjamin Wests ägo och som idag finns på British Museum i London.

## Varianter av målningen
- Det första exemplaret finns idag på National Gallery of Canada i Ottawa i Kanada, dit den donerades 1918 av en brittisk privatperson.
- Royal Ontario Museum i Toronto i Kanada
- William L. Clements Library på University of Michigan i Ann Arbor i Michigan i USA
- Ickworth House i Suffolk i Storbritannien
- Brittiska kungahusets Royal Collection Trust i London i Storbritannien. Målningen gjordes av West på uppdrag 1771 av kung Georg III.[1]

Det har också av andra konstnärer gjorts litografier, varav bland annat den av William Woollett från 1770-talet fick stor spridning.